# 粤商
粤商，又稱爲廣東商幫，是由廣東本地的三大民系以及其他民系組成，包括廣府幫（海外慣稱廣東幫、廣肇幫），潮州幫，客家幫、海陸豐幫以及其余廣東各地幫等。。狭义的粤商指广府商帮，广义的粤商则包括广东广府帮，潮州帮，客家帮、海陆丰帮以及其余广东各地的商帮，以珠三角广府商帮作为代表。廣東的「總商會」龐大，广州是粤商的发源地之一，由於廣州歷史上是主要沿海停泊商船的地方，對海運來說亦極其重要，外國人都必須經過廣州通商，令珠江三角洲成為最重要的經商地理環境，才可影響廣東其他地方各方面發展。粤商的历史最早可追溯至秦、汉时期，明、清时期形成中国第一大商帮，至鸦片战争时期已有1,600多年历史。清代的粤商以广州十三行为代表。
粤商、徽商、晋商、浙商、苏商一道，在历史上被合称为“五大商帮”。粵商（海外多稱廣商）与徽商、晋商，是中国历史“三大商帮”。